# Gerard Dogger

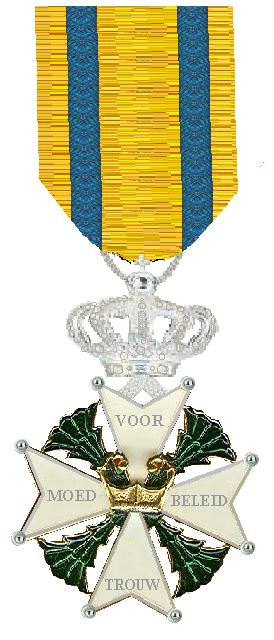
Ridder in de Militaire Willems-Orde

Gerard Adrianus Dogger (Amsterdam, 8 december 1919 – Oxted, 9 maart 1985) was een Nederlands marineofficier en verzetsstrijder tijdens de Tweede Wereldoorlog.
Oorlogsjaren
Dogger sloot zich al vroeg in de oorlog bij het verzet aan en werd sinds de zomer van 1941 door de Gestapo gezocht. In augustus 1941 was hij betrokken bij de geruchtmakende liquidatie van Hugo de Man, een 19 jaar oude verrader die het studentenverzet in Delft in gevaar bracht.
Op het zwaarbewaakte strand van Scheveningen deed Dogger enige vergeefse, maar levensgevaarlijke pogingen, met een motortorpedoboot (MTB) naar Engeland te ontkomen om daar de Nederlandse regering te informeren over het verzet in het bezette Nederland. Dogger redde bij deze vergeefse ontsnappingspoging het leven van een van zijn twee metgezellen. Na een korte periode in gevangenschap bereikte Dogger in april 1942 via de neutrale staten Vichy Frankrijk, Zwitserland, Spanje en Portugal de Nederlandse regering in Engeland. Hij werd door koningin Wilhelmina op theebezoek op Stubbing House ontvangen.
Dogger nam dienst bij de Koninklijke Marine en was werkzaam bij de inlichtingendienst onder leiding van François van 't Sant. In de winter van 1942 op 1943 was hij Militair Attaché op de Nederlandse legatie in Lissabon. Als Luitenant ter Zee Tweede Klasse deed Dogger na 22 maart 1943 dienst op motortorpedoboten in het Kanaal. Hij was commandant van de Kemphaan (Hr. Ms. MTB 202).
Gerards broer Kees Dogger en hun vader hebben in concentratiekamp Haaren gezeten.
Na de oorlog
Na in 1947 eervol ontslagen te zijn vertrok Dogger naar Tanganyika waar hij een functie in het bedrijfsleven aannam. 
Over zijn verzetstijd publiceerde Dogger in 1979 het boek De vierkante maan. Een persoonlijk oorlogsrelaas waarin hij de " noodzaak van de moord op de 19-jarige verrader Hugo de Man" verklaart en vertelt over zijn contacten met de betrokken verzetsstrijders, de Laga roeiers Jan van Blerkom (alias Jan Verhagen) en Charley Hugenholtz.

## Onderscheidingen
- Ridder in de Militaire Willems-Orde
- Oorlogsherinneringskruis met één gesp
- Verzetsherdenkingskruis